# 费斯特和圣安德烈
费斯特和圣安德烈（法語：Festes-et-Saint-André，法語發音：[fɛst e sɛ̃.t‿ɑ̃dʁe] ⓘ）是法国奥德省的一个市镇，属于利穆区。

## 地理
费斯特和圣安德烈（42°58'26"N, 2°8'44"E）面积18.07 平方千米，位于法国奧克西塔尼大區奥德省，该省份为法国南部沿海省份，北起塔恩省，西北接上加龙省，西接阿列日省，南至东比利牛斯省，东临地中海，东北与埃罗省接壤。
与费斯特和圣安德烈接壤的市镇（或旧市镇、城区）包括：布列日、布里若勒、蒙雅尔丹、皮韦尔、圣伯努瓦、圣让德帕拉科勒、拉塞尔庞、维勒福尔、瓦勒迪法比。

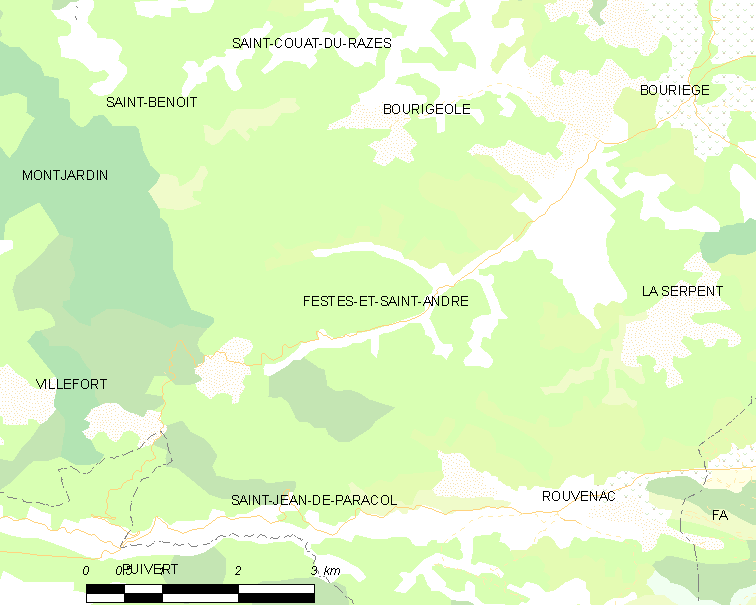
费斯特和圣安德烈的OSM定位图

费斯特和圣安德烈的时区为UTC+01:00、UTC+02:00（夏令时）。

## 行政
费斯特和圣安德烈的邮政编码为11300，INSEE市镇编码为11142。

## 政治
费斯特和圣安德烈所属的省级选区为利穆地区县。

## 人口

1962-2008年间费斯特和圣安德烈人口变化图示

费斯特和圣安德烈于2022年1月1日时的人口数量为187人。